# Lacul Van
Lacul Van (în turcă Van Gölü) este un lac în Eurasia, situat în Turcia. Este cel mai întins lac turcesc.